# AM dels Llebrers
AM dels Llebrers (AM Canum Venaticorum) és un estel variable en la constel·lació dels Llebrers situat a una incerta distància de 72 anys llum de la Terra. La seva lluentor varia entre magnitud aparent +14,10 i +14,18 amb un període de 17,52 minuts.

## Història
Catalogada per primera vegada per Humason i Zwicky en 1947, AM dels Llebrers va ser interpretada en diferents èpoques com a quàsar, estrella d'heli massiva o una subnana polsant. En 1967 Smak va descobrir variacions periòdiques fotomètriques i va proposar que l'estrella realment és una variable cataclísmica. No obstant això, el valor exacte del període fotomètric variava cada any de manera imprevisible, la qual cosa implicava que no podia correspondre al període orbital. El valor del període orbital (1028,7325 ± 0,0004 segons) va ser finalment descobert en 1998. Avui, AM Canum Venaticorum segueix despertant un gran interès, ja que és l'estat més tardà conegut en l'evolució d'un sistema binari.

## Variabilitat
AM dels Llebrers és el prototip de les variables AM Canum Venaticorum, que consisteixen en un sistema binari compost per dues nanes blanques amb un període orbital molt curt: el període orbital d'AM dels Llebrers és de només uns 17 minuts. Són estels rics en heli sense traces detectables d'hidrogen, on l'estrella donant és un estel compacte ric en heli i la transferència de massa estel·lar és dirigida per la pèrdua de moment angular deguda a la radiació d'ones gravitacionals. Estimacions del ritme de transferència de massa en AM dels Llebrers situen aquest valor entorn de 10−9 Masses solars/any.